# Ангелов, Дарко
Дарко Ангелов — действующий посол Северной Македонии в Греции с декабря 2014 года. В 2014 году он некоторое время работал советником по иностранным делам премьер-министра Республики Македония. С 2010 по 2014 год он был послом Республики Македония в Венгрии. В марте 2012 года стал первым послом-нерезидентом Македонии в Нигерии и первым послом страны, назначенным в страны Африки к югу от Сахары. В июле 2012 года посол Ангелов также занял должность посла-нерезидента в Казахстане.

## Биография
Дарко Ангелов родился в Скопье, Северная Македония. Получил степень бакалавра гуманитарных наук с отличием в области политологии и социальной географии в Утрехтском университете в Нидерландах и степень магистра гуманитарных наук в области международных отношений и европейских исследований в Центральноевропейском университете в Будапеште, Венгрия.
С мая 2009 по март 2010 Ангелов был генеральным секретарем президента Республики Македония Георге Иванова. С марта 2008 по апрель 2009 он был советником программы по Российской Федерации в штаб-квартире Совета Европы в Страсбурге по вопросам сотрудничества Совета в области правосудия и внутренних дел с Россией. В 2007—2008 годах он работал старшим политическим помощником в миссии Организации по безопасности и сотрудничеству в Европе в Скопье, Северная Македония, а ранее, с 2004 по 2007 год, он был сотрудником программы Совета Европы по региональной юстиции и внутреннее сотрудничество между странами Западных Балкан.
Он также некоторое время работал помощником аналитика в международной кризисной группе и советником по иностранным СМИ официального представителя правительства Македонии (оба в 2001 году).
Президент Венгрии наградил Ангелова Венгерским орденом заслуг перед командирским крестом за службу в качестве посла Македонии в Венгрии.Он также был награжден премией выпускников Центральноевропейского университета в Будапеште в честь 20-летия университета в 2011 году и был стипендиатом Маршалла в Германском фонде Маршалла в 2009 году. Он является одним из основателей редакционной коллегии «Перекрестки», журнала о внешней политики Македонии, где он также написал несколько аналитических статей по внешней политике. Ангелов является автором книги «Новая эра европейской обороны: сопоставление ЕС и НАТО», а также множества внешнеполитических статей, опубликованных в македонских и зарубежных журналах.